# A Szűz jegyében
A Szűz jegyében (dánul: I Jomfruens tegn) a vígpornó-irányzatot képviselő, hat részből álló Stjernetegnsfilm (Csillagjegy-film) sorozat első darabja.

## Cselekmény
A kisvárosban, ahol a film játszódik, egy bordélyház és egy bentlakásos asztrológiai leányiskola fekszik egymás közelében.
Egy nap a Vénusz elhalad a Nap előtt, ami az asztrológiai számítások szerint különleges hatással lesz a szűz jegyében születettekre, különösen szexuális téren.
A nemkívánatos jelenség megelőzésére egy professzor érkezik az iskolába egy hormonkészítménnyel, ami csökkenti a szexuális aktivitást.
Ugyanakkor egy másik tudós egy ellenkező hatású szerrel keresi fel a szomszédos intézményt. Véletlenül azonban összecserélik a porokat tartalmazó a táskáikat, ami mindkettejüket kínos helyzetekbe sodorja.

## Szereplők
- Ole Søltoft
- Sigrid Horne-Rasmussen
- Bent Warburg
- Bjørn Puggaard-Müller
- Lone Helmer
- Benny Hansen
- Vivi Rau